# Codice ATC A02
Il codice ATC A02 "Farmaci per malattie correlate all'acidosi" è un sottogruppo del sistema di classificazione Anatomico Terapeutico e Chimico, un sistema di codici alfanumerici sviluppato dall'OMS per la classificazione dei farmaci e altri prodotti medici. Il sottogruppo A02 fa parte del gruppo anatomico A, farmaci per l'apparato digerente e del metabolismo.
Codici per uso veterinario (codici ATC) possono essere creati, attraverso una lettera Q posta di fronte al codice ATC umano: QA02 ...
Numeri nazionali della classificazione ATC possono includere codici aggiuntivi non presenti in questa lista, che segue la versione OMS.

## A02A Antiacidi

### A02AA Composti del Magnesio
A02AA01 Carbonato di magnesio
A02AA02 Ossido di magnesio
A02AA03 Perossido di magnesio
A02AA04 Idrossido di magnesio
A02AA05 Silicato di magnesio
A02AA10 Associazioni

### A02AB Composti dell'Alluminio
A02AB01 Idrossido di alluminio
A02AB02 Algeldrato
A02AB03 Fosfato di alluminio
A02AB04 Diidrossido di alluminio sodio carbonato
A02AB05 Alluminio acetoacetato
A02AB06 Aloglutamolo
A02AB07 Glicinato di alluminio
A02AB10 Associazioni

### A02AC Composti del Calcio
A02AC01 Carbonato di calcio
A02AC02 Silicato di calcio
A02AC10 Combinazioni

### A02AD Combinazioni e complessi con composti di alluminio, calcio e magnesio
A02AD01 Combinazioni comuni di sali
A02AD02 Magaldrato
A02AD03 Almagato
A02AD04 Idrotalcite
A02AD05 Almasilato

### A02AF Antiacidi e anti-flatulenza
A02AF01 Magaldrato e antiflatulenza
A02AF02 Combinazioni comuni di sali e antiflatulenza

## A02B Farmaci per l'ulcera peptica e la malattia da reflusso gastroesofageo (GERD)

### A02BA Antagonista dei recettori H2
A02BA01 Cimetidina
A02BA02 Ranitidina
A02BA03 Famotidina
A02BA04 Nizatidina
A02BA05 Niperotidina
A02BA06 Roxatidina
A02BA07 Ranitidina bismuto citrato
A02BA08 Lafutidina
A02BA51 Cimetidina, associazioni
A02BA53 Famotidina, associazioni

### A02BB Prostaglandine
A02BB01 Misoprostol
A02BB02 Enprostil

### A02BC Inibitori della pompa protonica
A02BC01 Omeprazolo
A02BC02 Pantoprazolo
A02BC03 Lansoprazolo
A02BC04 Rabeprazolo
A02BC05 Esomeprazolo
A02BC06 Dexlansoprazolo
A02BC07 Dexrabeprazolo
A02BC53 Lansoprazolo, associazioni
A02BC54 Rabeprazolo, associazioni

### A02BD Combinazioni per eradicare l'Helicobacter pylori
A02BD01 Omeprazolo, amoxicillina e metronidazolo
A02BD02 Lansoprazolo, tetracicline and metronidazolo
A02BD03 Lansoprazolo, amoxicillina e metronidazolo
A02BD04 Pantoprazolo, amoxicillina e claritromicina
A02BD05 Omeprazolo, amoxicillina e claritromicina
A02BD06 Esomeprazolo, amoxicillina e claritromicina
A02BD07 Lansoprazolo, amoxicillina e claritromicina
A02BD08 Bismuto subcitrato, tetracicline e metronidazolo
A02BD09 Lansoprazolo, claritromicina e tinidazolo
A02BD10 Lansoprazolo, amoxicillin e levofloxacina
A02BD11 Pantoprazolo, amoxicillina, claritromicin e metronidazolo

### A02BX Altri farmaci per l'ulcera peptica e il reflusso gastroesofageo
A02BX01 Carbenoxolone
A02BX02 Sucralfato
A02BX03 Pirenzepina
A02BX04 Metionsulfonato cloridrico
A02BX05 Bismuto subcitrato
A02BX06 Proglumide
A02BX07 Gefarnato
A02BX08 Sulglicotide
A02BX09 Acetoxolone
A02BX10 Zolimidina
A02BX11 Troxipide
A02BX12 Bismuto subnitrato
A02BX13 Alginati
A02BX51 Carbenoxolone, associazioni senza psicolettici
A02BX71 Carbenoxolone, associazioni con psicolettici
A02BX77 Gefarnato, associazioni con psicolettici

## A02X Altri farmaci per malattie correlate all'acidosi
Vuoto